# Escuela de la Bauhaus

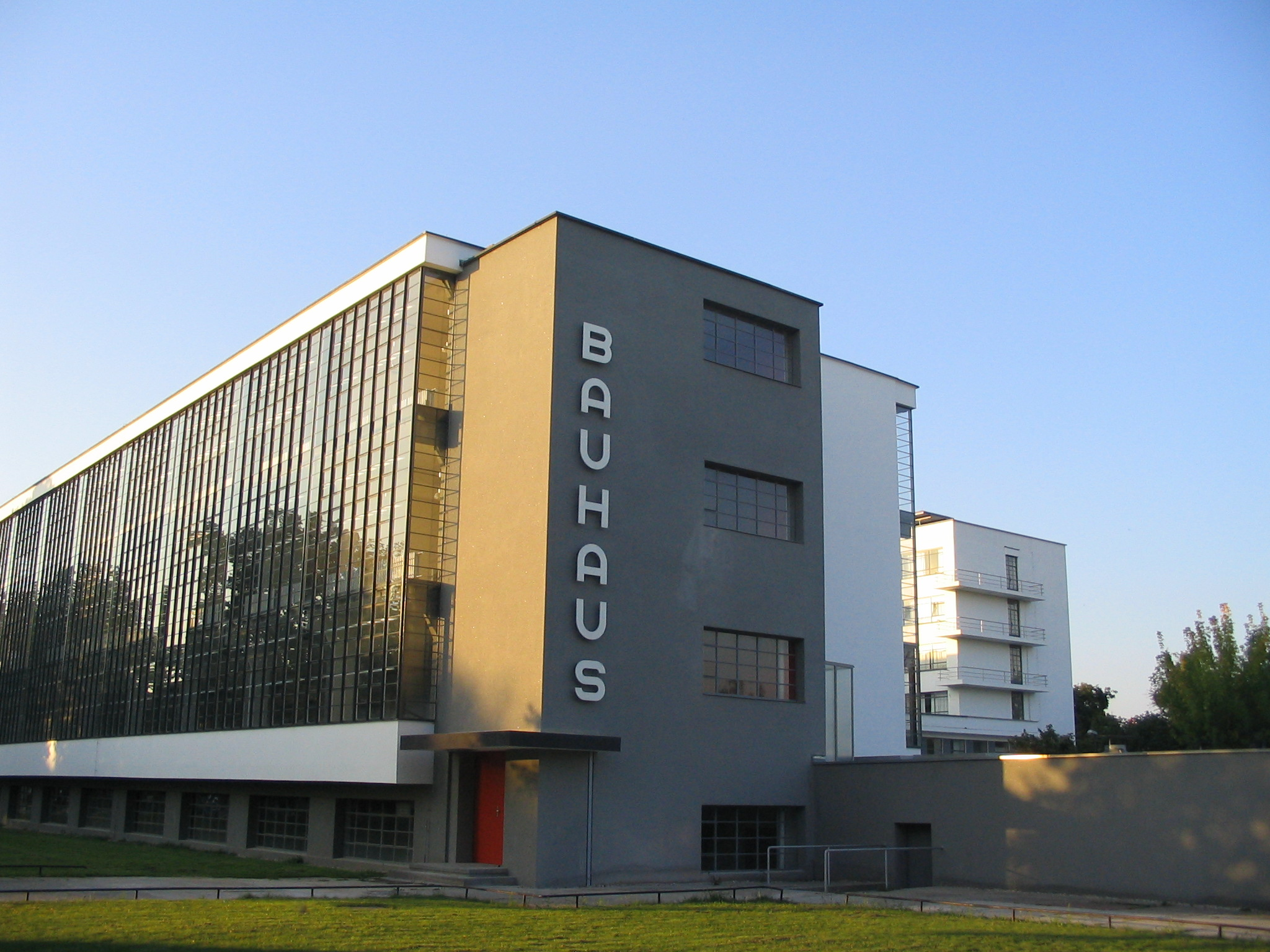
Bauhaus Dessau.

La Staatliche Bauhaus ('Casa de la Construcción Estatal'), o simplemente Bauhaus, fue la escuela de arquitectura, diseño, artesanía y arte fundada en 1919 por Walter Gropius en Weimar (Alemania).

Arquitectos, escultores, pintores, ... debemos regresar al trabajo manual ... Establezcamos, por lo tanto, una nueva cofradía de artesanos, libres de esa arrogancia que divide a las clases sociales y que busca erigir una barrera infranqueable entre los artesanos y los artistas.
Walter Gropius

## Nombre

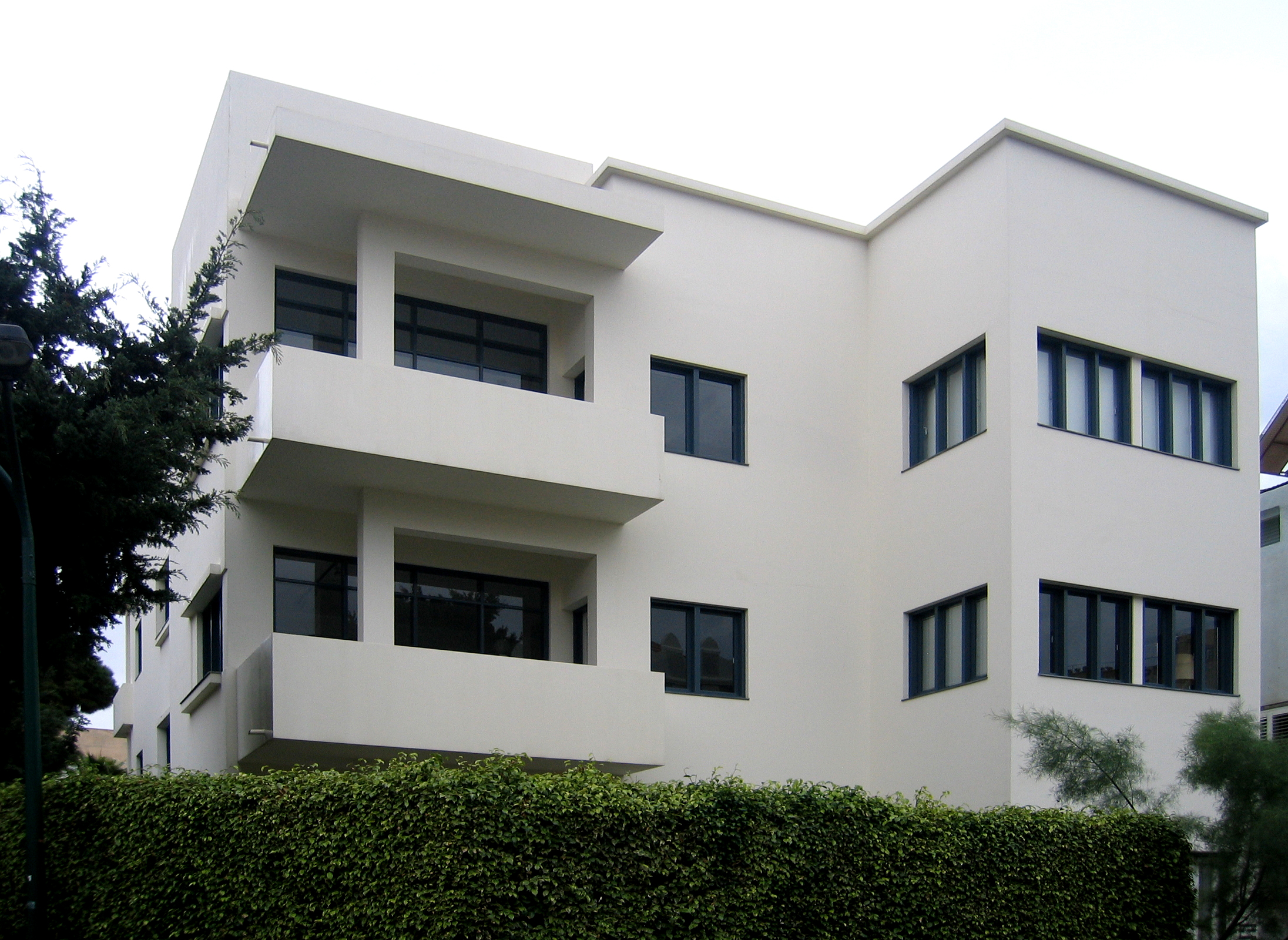
Museo de la Bauhaus en Tel Aviv (Ciudad blanca).

El nombre Bauhaus deriva de la unión de las palabras en alemán Bau, "construcción", y Haus, "casa"; irónicamente, a pesar de su nombre y del hecho de que su fundador fuera arquitecto, la Bauhaus no tuvo un departamento de arquitectura en los primeros años de su existencia.
Sus propuestas y declaraciones de intenciones participaban de la idea de una necesaria reforma de las enseñanzas artísticas como base para una consiguiente transformación de la sociedad burguesa de la época, de acuerdo con el pensamiento de su fundador. La primera fase (1919-1923) fue idealista y romántica; la segunda (1923-1925), mucho más racionalista, y en la tercera (1925-1929) alcanzó su mayor reconocimiento, coincidiendo con su traslado de Weimar a Dessau. En 1930, bajo la dirección de Mies van der Rohe, se trasladó a Berlín, donde cambió por completo la orientación de su programa de enseñanza.

## Ideología de fundación

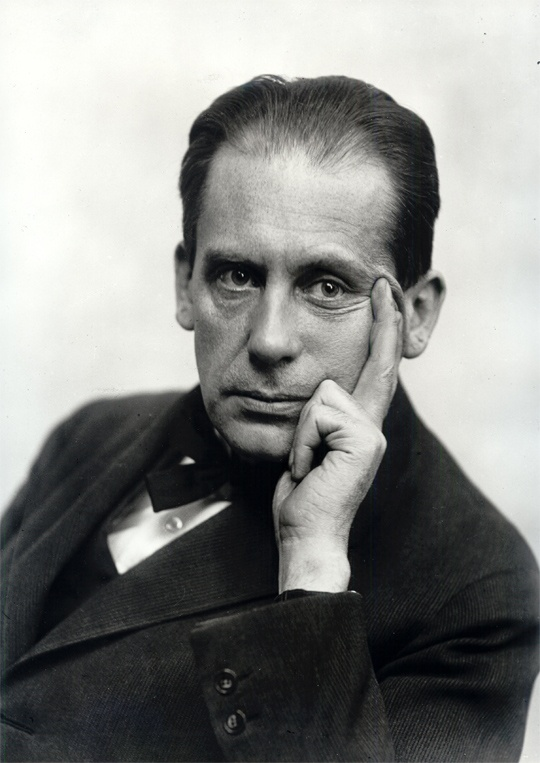
Walter Gropius (1883-1969), fundador y director de la Escuela de la Bauhaus (1919-1928).

La Bauhaus o Staatliche Bauhaus (Casa de la Construcción Estatal) es una escuela de artesanía, artes, diseño y arquitectura cuyas aportaciones son visibles hasta nuestros días.
Walter Adolph Georg Gropius, fundador de la Bauhaus, nació en Berlín el 18 de mayo de 1883. Fue hijo y nieto de arquitectos, estudió arquitectura en Múnich y en Berlín. Uno de los principales ideales de Gropius era representado mediante la siguiente frase: "La forma sigue a la función". Buscaba la unión entre el uso y la estética.
Su trayectoria es una circunstancia que hay que considerar determinante para la orientación ideológica de Gropius. Procedente de la burguesía inteligente, trabajó en Múnich de 1907 a 1910  con Peter Behrens, el primer arquitecto contratado por una gran empresa industrial como responsable artístico (AEG). A partir de entonces, Gropius siempre planteó el problema de la edificación en relación con el sistema industrial y con la producción en serie, llegando incluso hasta el extremo de considerar el edificio como un producto directo de la industria y fundando así en 1943, junto con Konrad Wachsmann, una empresa de edificaciones prefabricadas.
La fábrica Fagus, de arquitectura revolucionaria, le dio cierta fama en 1911 —que confirmó en Colonia en 1914— al construir para la exposición del Werkbund un palacio para oficinas de atrevida concepción estructural, estética y técnica. La Gran Guerra interrumpió su actividad de constructor, reclamado al frente. Pero durante aquellos años fue madurando en su ánimo la conciencia de que tenía un deber humano muy elevado que cumplir: la arquitectura había de desempeñar un papel en el problema social que la posguerra plantearía con toda gravedad; y este problema social había de fundirse con la estética.
Gropius no permitió que las mujeres estudiaran arquitectura en la Bauhaus, en contra de las leyes de la República de Weimar, que establecían la educación universal, y de las promesas de igualdad con las que se promocionaba la escuela. No obstante, a las mujeres se les permitía participar en los talleres textiles o de cerámica.
Más tarde el plan de estudios fue modificado y estos centros fueron cambiados por talleres donde los estudiantes trabajaron al lado de profesores, como Gropius en el taller de muebles, Schlemmer en escultura de piedra y Kandinsky en pintura mural.

## Relación con el diseño

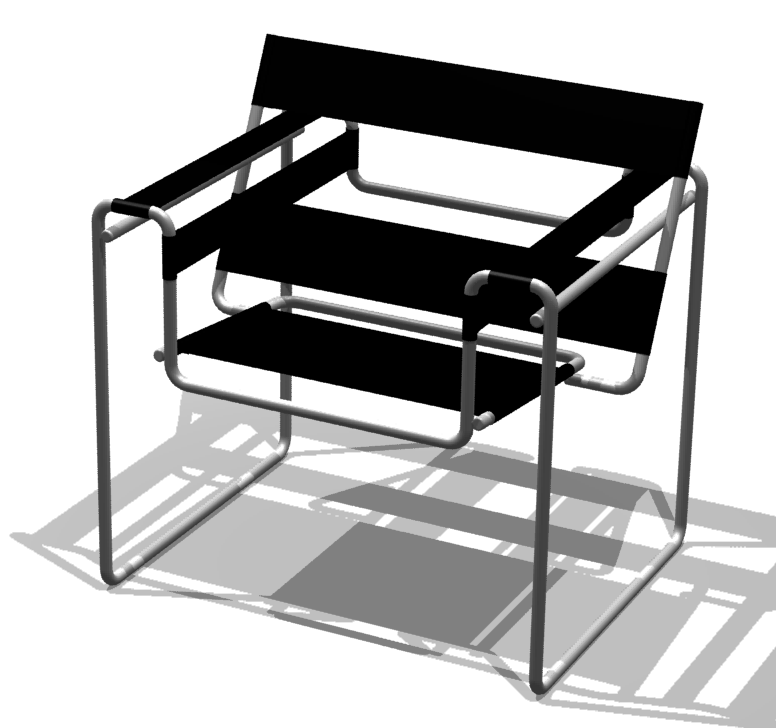
Silla Wassily de Marcel Breuer.

La Bauhaus sentó las bases normativas y patrones de lo que hoy conocemos como diseño industrial y gráfico; puede decirse que antes de la existencia de la Bauhaus estas dos profesiones no existían como tales y fueron concebidas dentro de esta escuela. Sin duda la escuela estableció los fundamentos académicos sobre los cuales se basaría en gran medida una de las tendencias más predominantes de la nueva Arquitectura Moderna, incorporando una nueva estética que abarcaría todos los ámbitos de la vida cotidiana: desde la silla en la que usted se sienta hasta la página que está leyendo (Heinrich von Eckardt). Dada su importancia, las obras de la Bauhaus en Weimar y Dessau fueron declaradas como Patrimonio de la Humanidad por la Unesco en 1996.
Siendo director Ludwig Mies van der Rohe, la escuela sufrió por el creciente acoso por parte del nazismo. Debido a que la ideología Bauhaus era vista como judío-socialista los nazis cerraron la escuela.
Muchos de los integrantes de la misma, entre ellos el mismo Walter Gropius, refugiados, se instalaron finalmente en Estados Unidos para seguir con sus ideales.
La Bauhaus tuvo su sede en tres ciudades:
- 1919-1925: Weimar
- 1925-1932: Dessau
- 1932-1933: Berlín

Y estuvo organizada por tres directores:
- 1919-1928: Walter Gropius
- 1928-1930: Hannes Meyer
- 1930-1933: Ludwig Mies van der Rohe

El legado de la Escuela de la Bauhaus tiene una fuerte influencia en instituciones educativas de diseño alrededor del mundo en la actualidad, manteniendo sus posturas alejadas de las líneas divisorias entre las disciplinas y su cercanía a lo funcional.

### Influencia en el diseño industrial
En el libro “Bauhaus 1919-1928” escrito por Herbert Bayer y editado por Walter Gropius, podemos ver claramente la filosofía de la academia de la Bauhaus que dio raíz a los pensamientos básicos del diseño industrial. En el extracto traducido del libro escrito por Gropius “Idee und Aufbau des Staatlichen Bauhauses Weimer” (La teoría y organización de la Bauhaus), vemos con mucho detalle los ideales que implantó en la Bauhaus, y que muchos años después influyen en la definición del diseño industrial como profesión.
Todo empieza porque Gropius encuentra un problema en la reciente industrialización y mecanización, causada por la revolución industrial. Esta revolución popularizó la búsqueda insaciable de la eficiencia, cosa que afectó grandemente la estética porque, según Gropius, siempre que el fin de la mecanización sea la eficiencia, en vez de liberar al ser humano de la labor manual, el individuo se verá esclavizado y la sociedad, desordenada.
Es por este problema que percibe la necesidad de crear nuevas ideologías, ya que esta industrialización dejó ingenieros sin la empatía estética, y artistas sin el conocimiento de los métodos productivos.
Gropius encuentra la causa de este problema en los métodos de enseñanza actuales de la academia. Que, según él, mataba la creatividad con las ideologías académicas, puesto que intentaba enseñarla en un salón de clases, cuando es un talento que únicamente se puede desarrollar con las experiencias y experimentos que trae la vida.
Como solución, Gropius plantea un plan de estudios en el que enseña a artistas las prácticas manuales y técnicas de la industria, en conjunto con la teoría del diseño.
Es justo en este cambio que vemos un acercamiento a la filosofía actual del diseño industrial, que indica que la forma y la función no son opuestas, sino que son parte de un proceso creativo, que hace uso de varias prácticas y conocimientos.

## La Bauhaus y la nueva tipografía

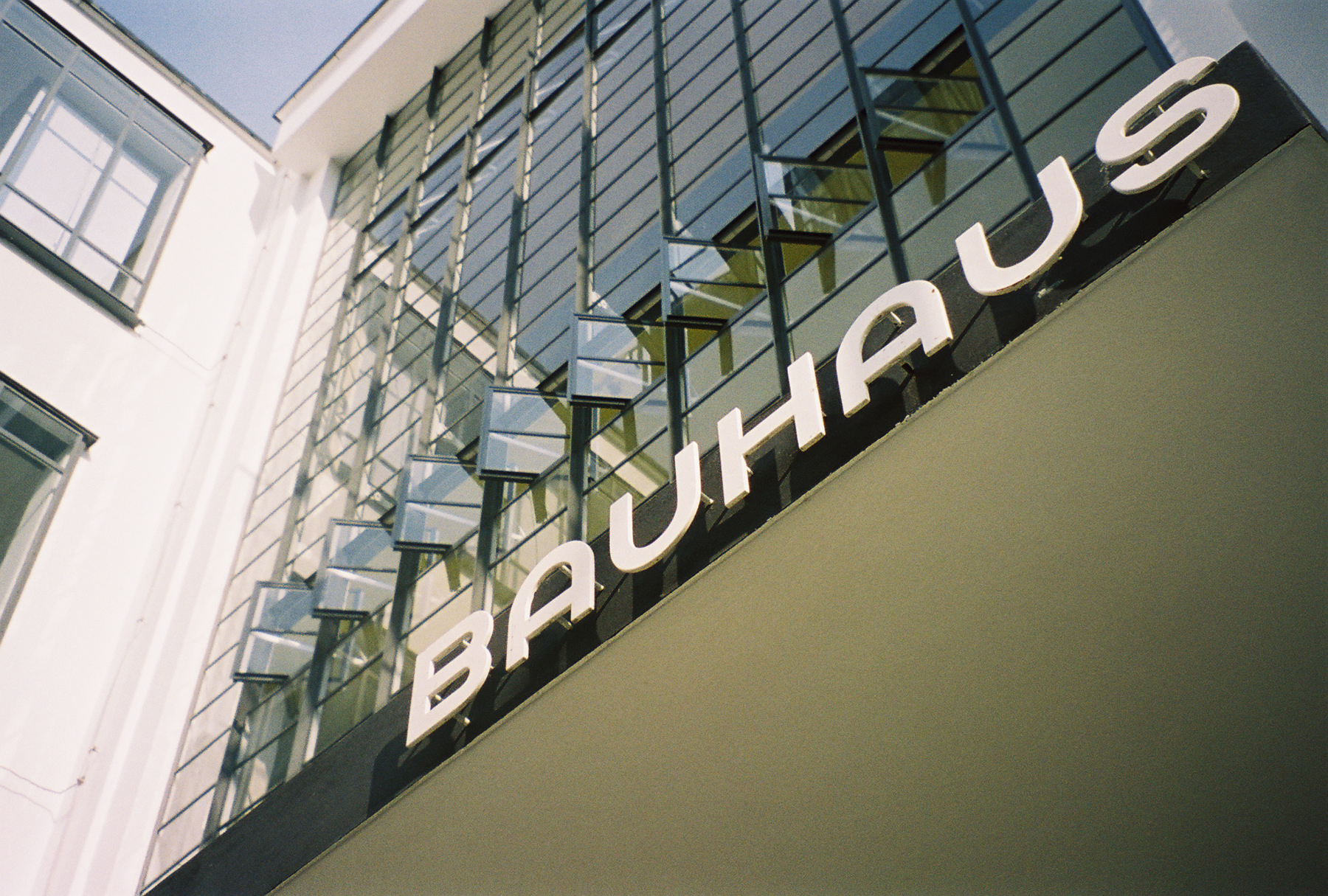
Tipografía diseñada por Herbert Bayer sobre la entrada del edificio de talleres de la Bauhaus, Dessau, 2005.

Según Philip B.Meggs, la Bauhaus generó un nuevo estilo tipográfico en su escuela de diseño (1919-1933). Se emplearon casi exclusivamente las tipografías de sans-serif y Bayer diseñó un tipo universal que redujo el alfabeto a formas limpias, simples y construidas en forma racional.

## Arquitectura

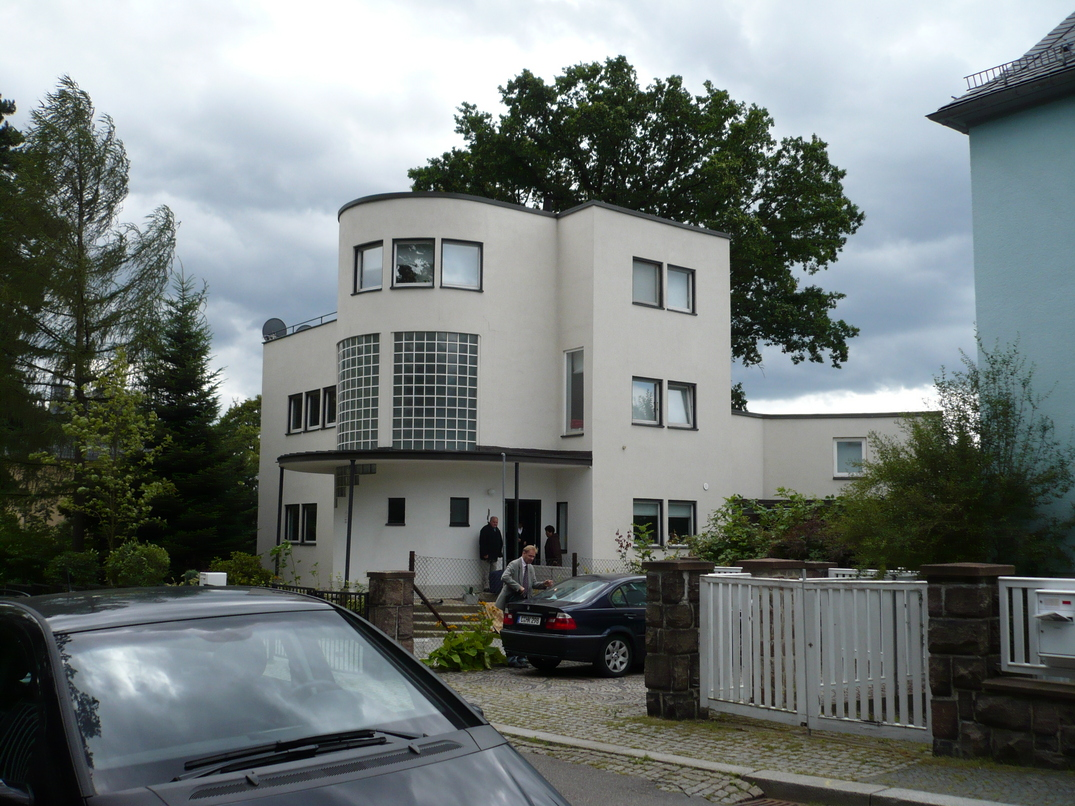
Edificio de la Bauhaus en Chemnitz.

Uno de los principios establecidos por la Bauhaus desde su fundación es "La forma sigue a la función"
El edificio de la Bauhaus de Dessau (1925-1932) de Walter Gropius, es el más emblemático de entre sus escuelas. Se despliega en varios volúmenes, independientes entre ellos, y diseñados según la función para la que fueron concebidos. Tiene una configuración relacionada con las condiciones de la zona donde se ubica: limita con una calle, atraviesa otra perpendicular a la primera y dos de sus alas contornean un cercano campo deportivo, y se abre al ritmo de la vida urbana con sus grandes fachadas de luminosas cristaleras. Este proyecto es considerado como la obra maestra del racionalismo europeo.
Tel Aviv es la ciudad con más arquitectura Bauhaus. Hay más edificios construidos al estilo Bauhaus que en cualquier otro lugar del mundo, incluyendo cualquier ciudad de Alemania. El estilo fue llevado en los 30 por arquitectos europeos, mayormente alemanes y rusos, de la escuela Bauhaus que huían del régimen nazi. Desde 2003, "La Ciudad Blanca" es considerada Patrimonio de la Humanidad, y son más de 4000 los edificios de estilo Bauhaus y estilo internacional contabilizados y sujetos a distintos planes de restauración y preservación.

## Fotografía

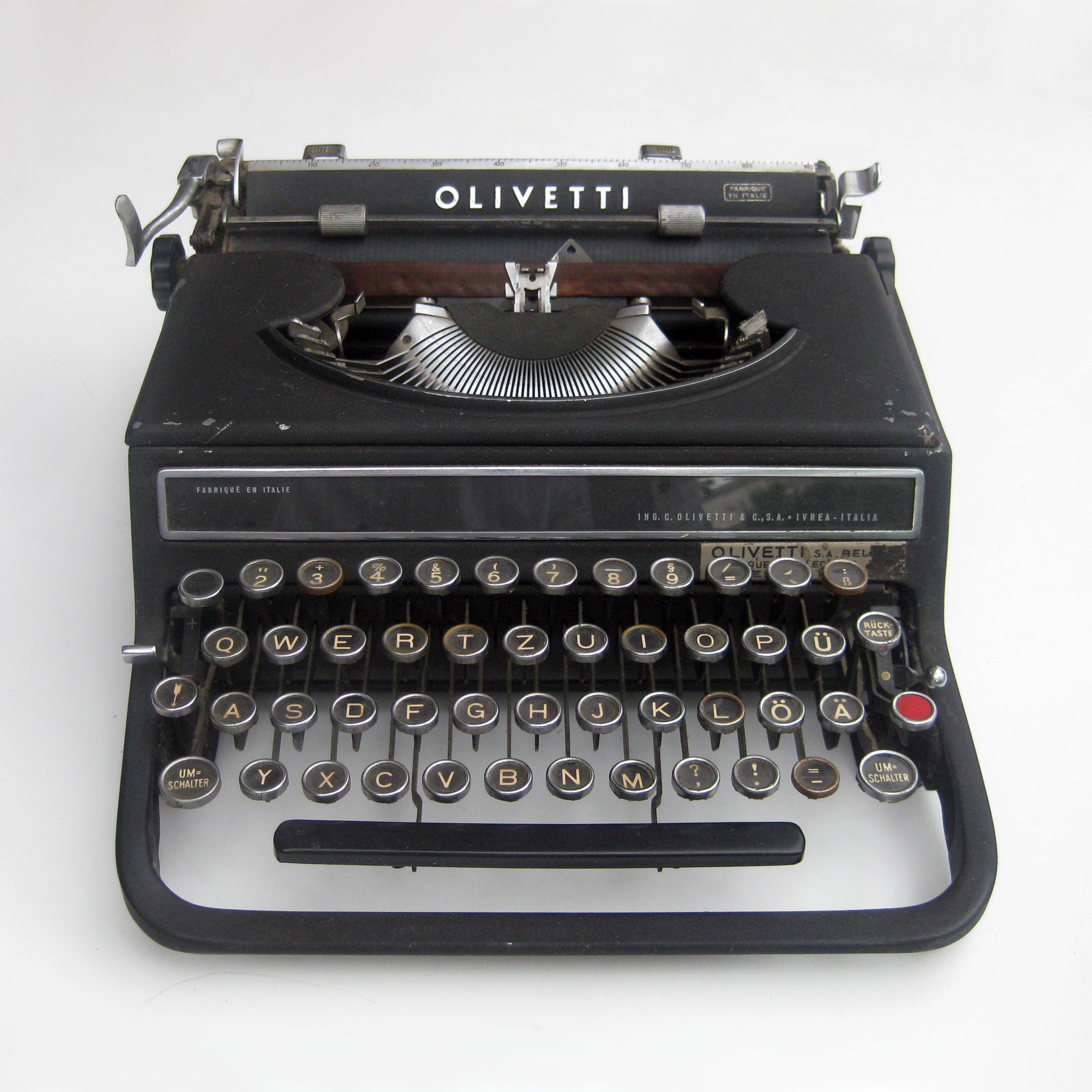
Máquina de escribir Olivetti Studio 42 diseñada por el alumno de la Bauhaus Alexander Schawinsky en 1936.

La Bauhaus no tenía una sección fotográfica, pero en 1923 se le encargó el taller de metales al maestro húngaro László Moholy-Nagy , que introdujo entonces la fotografía como un nuevo medio de expresión artística. Enseñó técnicas como el fotomontaje, el montaje lumínico, la foto escultura y el collage abriendo vías en este campo. 
Alentó, en el marco de la expresión fotográfica, la exploración de nuevas formas más que nuevos temas. Una de las innovaciones esenciales de esta escuela fue sin duda la de haber asociado de manera sistemática el arte con sus posibles aplicaciones, ya fueran documentales, decorativas o publicitarias. Grandes fotógrafos estudiaron en la Bauhaus como Herbert Bayer, Lucía Moholy-Nagy, Walter Peterhans, Horacio Coppola, Florence Henry, Grete Stern y Ellen Auerbach, entre otros.

## Contexto histórico-político
La fundación de la Bauhaus se produjo en un momento de crisis del pensamiento moderno y la racionalidad técnica occidental en el conjunto de Europa y particularmente en Alemania. Su creación se debió a la confluencia de un conjunto de desarrollo político, social, educativo y artístico en las dos primeras décadas del siglo XX, cuya especificidad está dada por las vanguardias artísticas de comienzo de siglo.
La modernización conservadora del Imperio alemán durante la década de 1870 mantuvo el poder en manos de la aristocracia. Esto exigía también del militarismo y el imperialismo para mantener la estabilidad. Para 1912 el auge de los izquierdistas del SPD había galvanizado las posiciones políticas con conceptos de la solidaridad internacional y de establecer el socialismo contra el nacionalismo imperialista. Sectores del proletariado demostraron una creciente capacidad de organización, cuestión que fue forzosamente potenciada por la hiperinflación alemana y la cada vez más evidente crisis económica. Al igual que otros movimientos pertenecientes a la vanguardia artística, algunos de sus integrantes mantuvieron un alto grado de contenido crítico y compromiso de izquierda pero la Bauhaus como institución se mantuvo al margen de los procesos político-sociales. A pesar de ello y como consecuencia de la rebeldía de algunos de sus alumnos  La Bauhaus —como demuestran los problemas que tuvo con políticos que no la veían con simpatía— adquirió la reputación de ser profundamente subversiva.

## Cronología

### Primera época (1919-1923)

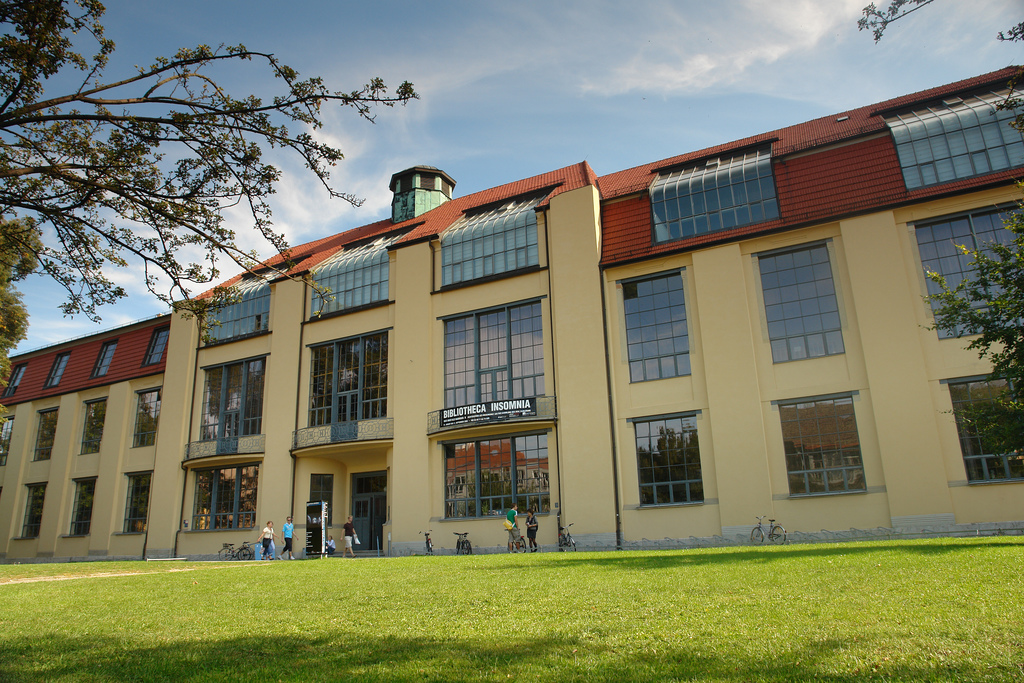
El edificio principal de la Universidad-Bauhaus de Weimar (construido entre 1904 y 1911), diseñado por Henry van de Velde para albergar estudios de escultores de la Escuela de Arte Gran Ducal de Sajonia. Designada por la UNESCO Patrimonio Mundial en 1996.

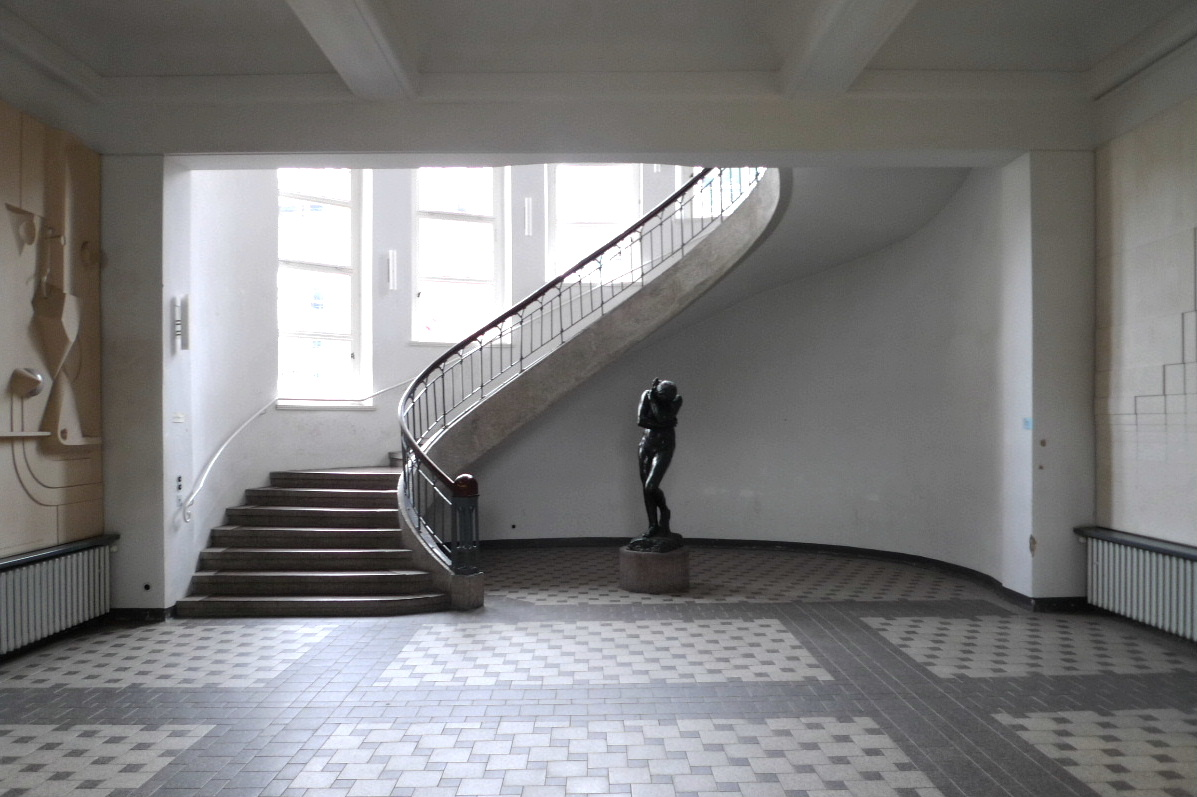
Vestíbulo de la Universidad-Bauhaus de Weimar con escalera Jugendstil.

En el momento de su fundación los objetivos de la escuela, caracterizados por Gropius en un manifiesto, fueron: "La recuperación de los métodos artesanales en la actividad constructiva, elevar la potencia artesana al mismo nivel que las Bellas Artes e intentar comercializar los productos que, integrados en la producción industrial, se convertirían en objetos de consumo asequibles para el gran público" ya que una de sus metas era la de independizarse y comenzar a vender los productos elaborados en la Escuela, para dejar de depender del Estado que hasta ese momento era quien los subsidiaba. 
Se formó cuando Gropius une la Escuela de Bellas Artes con la Escuela de Artes Aplicadas o Escuela de Artes y Oficios, transformándola en la primera escuela de diseño del mundo.
En 1919, se publicó el manifiesto fundacional de la Bauhaus en Der Austausch, el boletín de los alumnos.
En esta fase se implantó en la escuela el llamado "vorkurs" o curso preliminar, creado por Johannes Itten. Como su nombre lo indica, el curso preliminar, previo a los estudios propiamente dichos, tenía por misión liberar de convenciones al futuro miembro de la institución, despertar sus dotes personales y orientarle espiritualmente para la ulterior formación.
Entre los primeros estudiantes se encontraban Marcel Lajos Breuer y Joost Schmidt, que alcanzaron cierto éxito. Los estudiantes se mostraban flexibles y dispuestos a hacer todo tipo de trabajos, por tanto salían de la escuela bien formados, sabiendo dibujar, modelar, fotografiar o diseñar muebles. La escuela disponía de talleres de ebanistería, diseño, teatro, cerámica, tejido, encuadernación, metalurgia, vidriería. Pero no de pintura y escultura en el sentido tradicional. 
El taller de teatro, dirigido por Oskar Schlemmer, era considerado muy importante dentro del programa de la escuela por su naturaleza de actividad social que combinaba diversos medios de expresión. Decorados, vestuario, etc. formaban parte de las prácticas de los alumnos. Fueron famosas las obras de Schlemmer, sobre todo el Ballet Triádico, obra estrenada en el teatro de Stuttgart.
Paul Klee llegó a la escuela en 1920. Persona muy culta (además de ser un violinista y pintor notable) muy interesado por los problemas teóricos del arte. Desarrolló su actividad en el taller de tejidos, dando clases de composición. Su enseñanza se basaba en las formas elementales, de las que, según él, se derivaban todas las demás. El arte debía descubrir esas formas, desvelarlas, hacerlas visibles. Preparaba concienzudamente las clases escribiendo en unos cuadernos que, posteriormente fueron publicados en forma de libro.
En 1922 Kandinsky se incorporó al proyecto. Había participado en las reformas educativas en la época de la revolución rusa, fundando en la Unión Soviética varias escuelas. Durante ese tiempo mantuvo correspondencia con Gropius. Cuando la revolución rusa empezó a sufrir dificultades y comenzaron las disputas y purgas políticas, Kandinsky decidió trasladarse a la Bauhaus. Su prestigio, tras la publicación de De lo espiritual en el arte en 1911 y sus primeras obras abstractas de 1910, era por entonces ya muy grande. Sustituyó a Schlemmer en el taller de pintura mural y dio clases con Klee en el curso de diseño básico. Su mente teórica fue decisiva para iniciar el camino hacia un arte más intelectual y razonado, donde utilizaban el alma del objeto para esculpirla en la tela con rasgos abstractos.
Klee se retiró en el año 1931.
Esta primera etapa culmina con la inminente necesidad del cambio de sede de la escuela propiciado por la gran depresión. La primera etapa de la Bauhaus se puede sintetizar como una fase de experimentación de formas, productos y diseños y, por lo tanto, también de educadores del diseño.

### Segunda época (1923-1925)

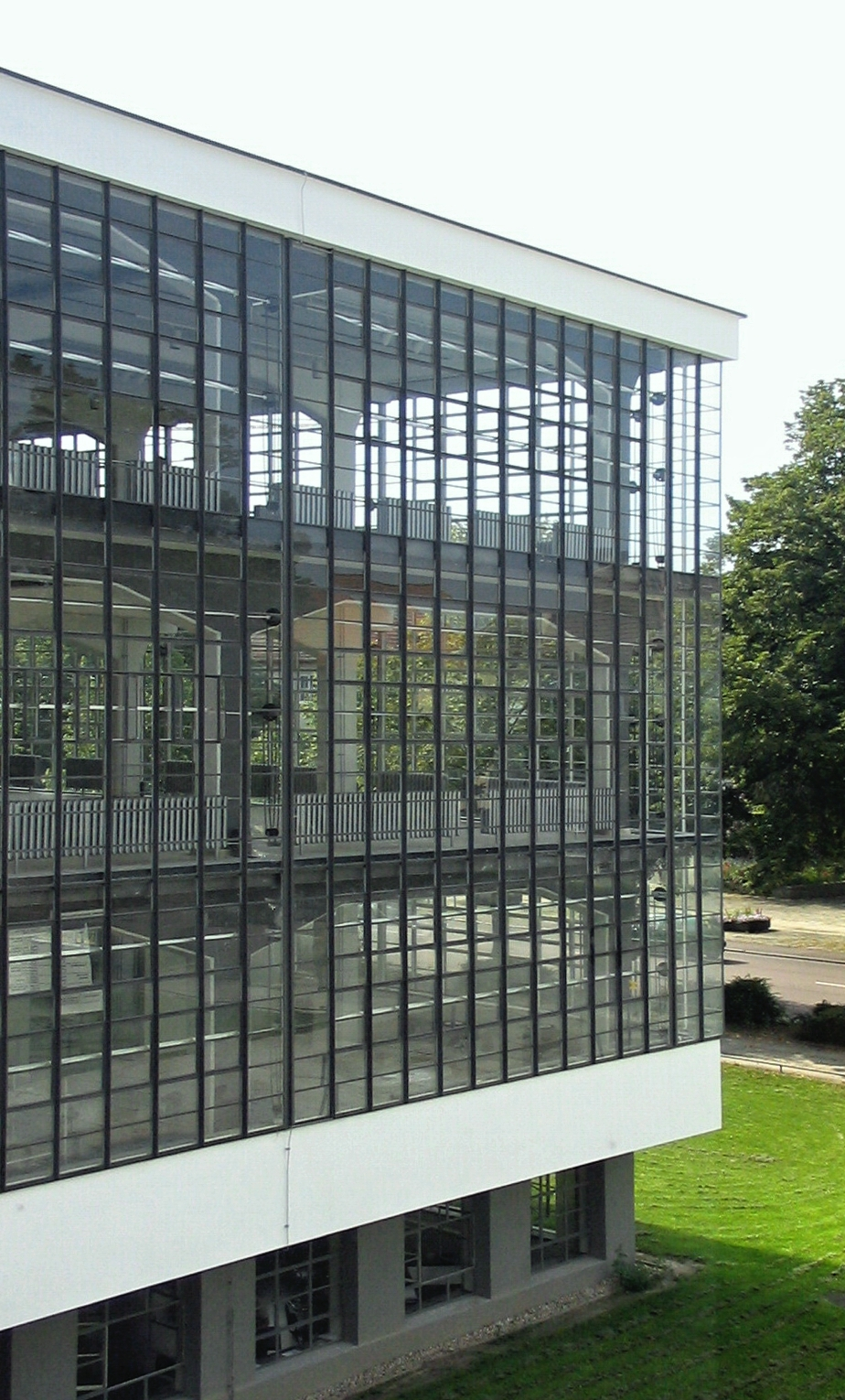
Edificio de la Bauhaus en Dessau.

En 1923 Theo van Doesburg, fundador en los Países Bajos del neoplasticismo, pintor, arquitecto y teórico, creó en Holanda la revista y el movimiento De Stijl y al llegar después a Weimar, ejerció una influencia decisiva en los estudiantes y en Gropius, que acabaría llevando a la escuela a tomar otro rumbo.
A partir de 1923 se sustituye la anterior tendencia expresionista por la Nueva Objetividad, un estilo también expresionista de pintura aunque mucho más sobrio que se estaba imponiendo en toda Alemania. La incorporación a la Bauhaus de László Moholy-Nagy, un artista muy cercano a Van Doesburg, supuso la introducción en la escuela de las ideas del constructivismo ruso de  El Lissitzky y Tatlin, que abogaban por un arte comunal, basado en la idea y no en la inspiración.
De esta época datan algunos de los más importantes escritos teóricos de la Bauhaus en el ámbito de la pintura. Así, Klee escribe «Vías del estudio de la naturaleza» (Wege des Naturstudiums, 1923) y «Cuaderno de bocetos pedagógicos» (Pädagogisches Skizzenbuch, 1925); e imparte en la Asociación del Arte de Jena la conferencia El arte moderno (Über die moderne Kunst). Por su parte, Kandinsky publica «Punto y línea sobre el plano» (Punkt und Linie zu Fläche, 1926) como el n.º 9 de la serie de la Bauhaus. En 1925 se estrena la sede de Dessau.

### Tercera época (1925-1933)
En 1928 László Moholy-Nagy tras cinco años de docencia, abandonó la Bauhaus, decisión tomada ante la creciente presión que ejerce el grupo de docentes y alumnos de tendencia comunista.
En 1933 el partido nazi decide cerrar la escuela por lo que Ludwig Mies van der Rohe traslada la Bauhaus a Berlín con fondos ganados de la ilegalidad del cierre de contratos. La escuela, situada esta vez en un antiguo edificio de telefonía, sobreviviría solo hasta abril de ese mismo año. Fueron inútiles las protestas de Van der Rohe, que insistía en presentarse como patriota y veterano de guerra y defendía que su trabajo no tenía implicaciones políticas.
A la Bauhaus le debemos innovaciones como la funcionalidad, la interdisciplina, la profesionalización de las disciplinas creativas y la experimentación. Además que sigue siendo una fuerte influencia para instituciones educativas de diseño alrededor del mundo.

## La vida cotidiana y las fiestas de la Bauhaus

El logotipo de la Bauhaus, diseñado en 1922 por Oskar Schlemmer.

La Bauhaus fue también un gran experimento vital de una pequeña comunidad de jóvenes (1400 aproximadamente) que, tras la quiebra del viejo orden y la traumática experiencia de la recién acabada Primera Guerra Mundial, se lanzó llena de entusiasmo a la construcción de una utopía social, de nuevas formas de convivencia. Se llevaron a cabo legendarias fiestas en la Bauhaus, generalmente temáticas (fiesta blanca, fiesta del metal, fiesta de los cometas) y casi siempre de disfraces, en cuya organización y diseño se trabajaba durante semanas. Las fiestas tenían una doble intención: por un lado fomentar el contacto entre la escuela y la población para aplacar los recelos que generaba la institución en la población y, por otro, propiciar el trabajo en equipo y de cooperación y servir de catarsis ante las tensiones y conflictos que se originaban en la Bauhaus como resultado de la estrecha vinculación entre trabajo y vida privada. Además de estas fiestas «oficiales», cualquier acontecimiento era igualmente susceptible de desembocar en una celebración: la finalización de un tapiz, la adquisición de la nacionalidad del matrimonio Kandinsky, o el nacimiento de un niño.

## La Nueva Bauhaus
Tras 1933 gran parte de los integrantes de la Bauhaus marcharon hacia los Estados Unidos en donde se desarrolló una especie de continuación de la Bauhaus hasta la Guerra Fría. László Moholy-Nagy fundó en Chicago en 1937 la New Bauhaus. De las nuevas encarnaciones de la escuela, esta sería la que respetaría más fielmente el plan de estudios original.
En 1951 el arquitecto y escultor suizo Max Bill, siguiendo los lineamientos de la Bauhaus original, funda en Ulm (República Federal Alemana) la Hochschule für Gestaltung (Escuela Superior de Proyectación), que recupera pronto la denominación de Bauhaus o, para diferenciarla de la inicial, Neues Bauhaus (Nueva Bauhaus), de la cual fue director entre 1954-1966 el pintor y diseñador argentino Tomás Maldonado, quien enfatizó aún más con el carácter científico y racionalista aplicado en las artes.

## Principales exponentes de la Bauhaus

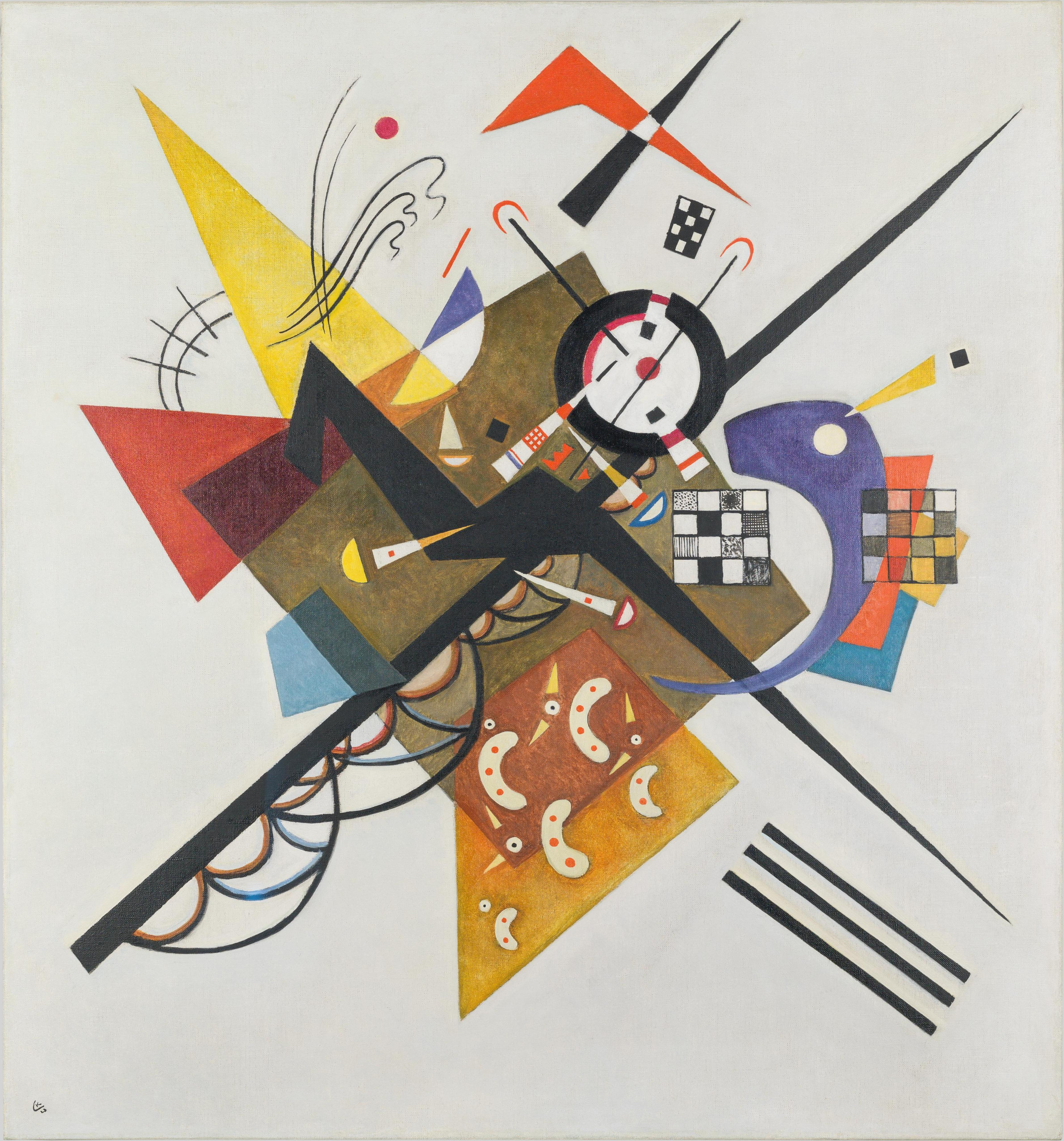
En blanco II, óleo sobre lienzo de Vasili Kandinsky (1923), de su periodo en la Bauhaus.

- Wassily Kandinsky (1866-1944), pintor.
- Lyonel Feininger (1871-1956), pintor y fotógrafo de artes.
- Paul Klee (1879-1940), pintor.
- Walter Gropius (1883-1969), arquitecto.
- Lilly Reich (1885-1947), arquitecta y diseñadora de interiores.
- Ludwig Mies Van der Rohe (1886-1969), arquitecto.
- Lucia Moholy fotógrafa.
- Ludwig Hilberseimer (1885-1967), arquitecto y urbanista.
- Gertrud Arndt diseñadora y fotógrafa.
- Lothar Schreyer (1886-1966), escritor, dramaturgo y pintor.
- Anni Albers artista textil.
- Josef Albers (1888-1976), pintor y docente de arte.
- Alma Buscher diseñadora.
- Johannes Itten (1888-1967), pintor y profesor de arte.
- Oskar Schlemmer (1888-1943), pintor.
- Lilly Reich diseñadora.
- Otti Berger artista texil.
- Gerhard Marcks (1889-1940), pintor y escultor.
- Hannes Meyer (1889-1954), arquitecto.
- Lis Beyer-Volger artista textil.
- Marianne Brandt (1893-1983), diseñadora en metal.
- Joost Schmidt (1893-1948), tipógrafo y escultor.
- Ellen Auerbach fotógrafa.
- Lászlo Moholy-Nagy (1895-1946), diseñador visual.
- Georg Muche (1895-1987), pintor y grafista.
- Hilde Hubbuch fotógrafa.
- Gunta Stölzl (1897-1983), tejedora.
- Walter Peterhans (1897-1960), fotógrafo.
- Elisabeth Kadow artista textil.
- Annelise Kretschmer fotógrafa.
- Hinnerk Scheper (1897-1957), colorista, pintor y conservador de monumentos.
- Alfred Arndt (1898-1976), arquitecto.
- Dörte Helm (1898-1941), pintora y diseñadora gráfica.
- Anni Albers (1899-1994), diseñadora textil y grabadora.
- Arieh Sharon (1900-1984), arquitecto.
- Herbert Bayer (1900-1985), diseñador gráfico y pintor.
- Marcel Breuer (1902-1981), arquitecto y diseñador
- Lotte Beese, (1903-1988), arquitecta y urbanista
- Xanti Schawinsky (1904-1979), Pintor, dibujante, diseñador y fotógrafo.
- Grete Stern (1904-1999), diseñadora y fotógrafa.
- Horacio Cóppola (1906-2012), fotógrafo.

## Composición

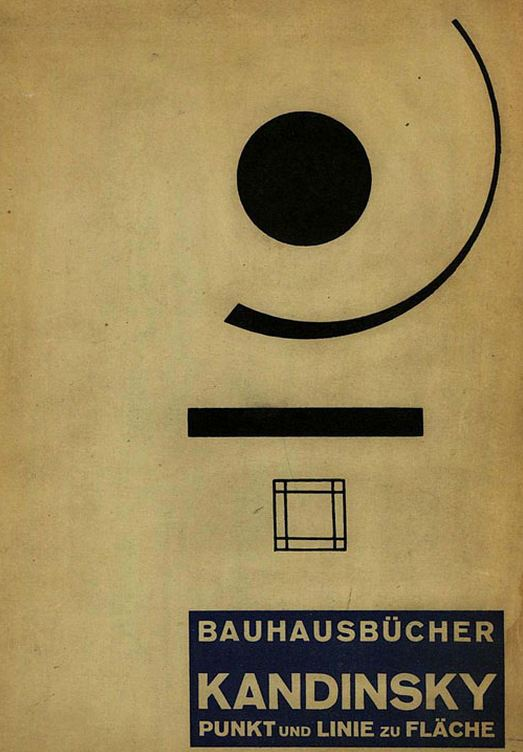
Portada del libro Punto y línea sobre el plano (1926), libro teórico de Vasili Kandinsky de su periodo de profesor de la escuela Bauhaus.

| Año      | Ciudad | Director                 | Titular del curso preliminar |
| -------- | ------ | ------------------------ | ---------------------------- |
| 1919     | Weimar | Walter Gropius           | Johannes Itten               |
| 1923     | Weimar | Walter Gropius           | László Moholy-Nagy           |
| 1925     | Weimar | Walter Gropius           | László Moholy-Nagy           |
| 1925     | Dessau | Walter Gropius           | László Moholy-Nagy           |
| 1928     | Dessau | Hannes Meyer             | Josef Albers                 |
| 1930     | Dessau | Ludwig Mies van der Rohe | Josef Albers                 |
| 1932     | Dessau | Ludwig Mies van der Rohe | Josef Albers                 |
| 1932     | Berlín | Ludwig Mies van der Rohe | Josef Albers                 |
| 1933     | Berlín | Ludwig Mies van der Rohe | Josef Albers                 |
| Clausura |        |                          |                              |

## Plan de estudios de 1919
- Un curso preliminar (6 meses): Enseñanza formal
- Elemental mediante el estudio de las materias en t. didáctico
- Enseñanza basada en talleres (3 años)
- El artista se encargaba de la enseñanza técnica (cursos de teoría del color, materiales y utensilios, composición, espacio)
- El artesano de la enseñanza formal. 7 talleres: piedra, madera, metal, arcilla, vidrio, colores y tejidos. (Diploma de artesano)
- Un curso de perfeccionamiento
- Realización de un proyecto arquitectónico. Trabajo práctico en los talleres de la escuela. (Diploma de maestro de arte)
- 3 pilares: Formación artesanal; Formación gráfico-pictórica; Formación científica.

La Bauhaus aspira a formar artistas creadores.

## Patrimonio de la Humanidad
La Bauhaus y sus sitios en Weimar y Dessau es el conjunto de las edificaciones de la Bauhaus declaradas como Patrimonio de la Humanidad por la Unesco en el año 1996. la descripción de la Unesco dice:

Entre 1919 y 1933, el movimiento de la Bauhaus revolucionó el pensamiento y la práctica arquitectónicos y estéticos del siglo XX. Los edificios de la Bauhaus en Weimar, Dessau y Bernau son representantes fundamentales del modernismo clásico, dirigido hacia una renovación radical de la arquitectura y el diseño. El sitio, inscrito en la Lista del Patrimonio Mundial en 1996, comprendía en su origen edificios situados en Weimar (antigua Escuela de Artes, Escuela de Artes Aplicadas y Haus Am Horn) y Desau (Edificio Bauhaus, Grupo de las siete casas de maestros). La ampliación de 2017 incluye cinco bloques de viviendas sociales de tres pisos –con acceso por balcón– edificados con ladrillo en Desau, y la Escuela de la Confederación General de Sindicatos de Alemania (ADGB) construida en Bernau, como contribuciones importantes a los ideales de la Bauhaus de diseño depurado, funcionalismo y reforma social.
Entrada «La Bauhaus y sus sitios en Weimar, Desau y Bernau»

Está compuesto por los siguientes monumentos:
| Código     | Nombre | Ubicación              | Área de protección (ha) | Área tampón (ha) | Coordenadas                                          |                                                  |
| ---------- | --- | ---------------------- | ----------------------- | ---------------- | ---------------------------------------------------- | ------------------------------------------------ |
| 729-001    | Antiguo edificio de Artes (Edificio principal de la Academia de Weimar para la arquitectura y las Artes Constructivas)   | Universidad de Weimar  | 0,24                    | 2,4              | 50°58′29.2″N 11°19′46.2″E / 50.974778, 11.329500     |                                                  |
| 729-002    | Antigua Escuela de Artes Aplicadas (Edificio Van de Velde de la Academia para la Arquitectura y las Artes Constructivas) | Universidad de Weimar  | 0,27                    | 2,4              | 50°58′29″N 11°19′45.7″E / 50.97472, 11.329361        |                                                  |
| 729-003    | Haus am Horn | Weimar                 | 0,25                    | 9,5              | 50°58′24.3″N 11°20′20.9″E / 50.973417, 11.339139     |                                                  |
| 729-004    | Bauhaus | Edificio de la Bauhaus | Dessau                  | 1,73             | 4,05                                                 | 51°50′18.4″N 12°13′38.2″E / 51.838444, 12.227278 |
| 729-005    | Casas de los Maestros | Dessau                 | 1,26                    | 3,44             | 51°50′36.1″N 12°13′17.5″E / 51.843361, 12.221528     |                                                  |
| 729bis-006 | Casa con acceso por balcón - Peterholzstr. 40                                                                            | Dessau                 | 0,19                    | 25,03            | 51°48′10.82″N 12°14′36.23″E / 51.8030056, 12.2433972 |                                                  |
| 729bis-007 | Casa con acceso por balcón - Peterholzstr. 48                                                                            | Dessau                 | 0,19                    | 25,03            | 51°48′10.82″N 12°14′42.84″E / 51.8030056, 12.2452333 |                                                  |
| 729bis-008 | Casa con acceso por balcón - Peterholzstr. 56                                                                            | Dessau                 | 0,19                    | 25,03            | 51°48′10.55″N 12°14′49.29″E / 51.8029306, 12.2470250 |                                                  |
| 729bis-009 | Casa con acceso por balcón - Mittelbreite 6                                                                              | Dessau                 | 0,21                    | 25,03            | 51°48′3.59″N 12°14′32.69″E / 51.8009972, 12.2424139  |                                                  |
| 729bis-010 | Casa con acceso por balcón - Mittelbreite 14                                                                             | Dessau                 | 0,19                    | 25,03            | 51°48′3.59″N 12°14′39.18″E / 51.8009972, 12.2442167  |                                                  |
| 729bis-011 | Escuela sindical ADGB | Bernau bei Berlin      | 3,4414                  | 17,24            | 52°42′24″N 13°32′39″E / 52.70667, 13.54417           |                                                  |

En 2019, el buscador digital Google lanzó una colección digital inspirada en el estilo de la Escuela de Bauhaus. La exposición cuenta con 45 exposiciones, más de 10 000 objetos y 400 imágenes digitalizadas, y está guiada en Google Maps. Además, se pueden recorrer edificios que nunca se llegaron a construir
En noviembre de 2019, el parador Ariston de la ciudad argentina de Mar del Plata, y la única obra de Marcel Breur en Latinoamérica, fue declarada Monumento Histórico Nacional.
El objetivo es poner en valor el edificio, que está abandonado desde 1993.
Dicho parador también fue construido junto con los arquitectos argentinos Eduardo Catalano y Carlos Coire.
Además, la construcción fue pagada por la Facultad de Arquitectura de la Universidad de Buenos Aires.